# Lijst van burgemeesters van Roerdalen
Dit is een lijst van burgemeesters van de Nederlandse gemeente Roerdalen in de provincie Limburg, die op 1 januari 1991 ontstond onder de naam "Melick en Herkenbosch" door samenvoeging van de toenmalige gemeenten Vlodrop en Melick en Herkenbosch, om vervolgens op 1 januari 1993 hernoemd te worden tot "Roerdalen".
| Ambtsperiode               | Naam burgemeester                      | Partij of stroming | Bijzonderheden                                                                              |
| -------------------------- | -------------------------------------- | ------------------ | ------------------------------------------------------------------------------------------- |
| 1991 - 16 juni 1998        | Martin (M.W.C.M.) Smeets               | VVD                | sinds 1980 al burgemeester van Vlodrop                                                      |
| 16 juni 1998 - 1 juli 2003 | Vincent (V.T.M.) Braam                 | VVD                |                                                                                             |
| 1 juli 2003 - 1 maart 2006 | Ricardo (R.S.M.R.) Offermanns          | VVD                |                                                                                             |
| 1 januari 2007- juni 2007  | Rob (R.J.) Persoon                     | CDA                | burgemeester van Mook en Middelaar geworden, als opvolger van Ellen Hanselaar-van Loevezijn |
| juni 2007 - 25 juni 2013   | Ellen (C.A.M.) Hanselaar-van Loevezijn | CDA                |                                                                                             |
| 1 juli 2013 - heden        | Monique (M.D.) de Boer-Beerta          | VVD                | [ 1 ]                                                                                       |